# باد وبرکینگن
باد وبرکینگن (به آلمانی: Bad Überkingen) یک منطقهٔ مسکونی در آلمان است که در گوپینگن واقع شده‌است. باد وبرکینگن ۳٬۹۹۲ نفر جمعیت دارد.